# Anthurium willifordii
Anthurium willifordii är en kallaväxtart som beskrevs av Thomas Bernard Croat. Anthurium willifordii ingår i släktet Anthurium och familjen kallaväxter. Inga underarter finns listade.